# The White Stripes
The White Stripes  var en amerikansk alternativ rockduo från Detroit. Bandet bildades 1997 och bestod av Jack White (sång, gitarr) och Meg White (trummor). Bandet kännetecknades av att de inte har någon basist, utan bara gitarr, trummor och sång. Jack spelade dock ibland orgel, piano och marimba. De var även kända för att ha följt ett färgtema i färgerna svart, vitt och rött på alla sina skivomslag samt på sina kläder och instrument. Den 2 februari 2011 meddelade bandet via sin hemsida att de hade splittrats.

## Historia
The White Stripes bildades i Detroit, Michigan 14 juli 1997. Jack och Meg White kallade sig själva syskon, men de var ett par och var gifta mellan 1996 och 2000. 
1999 släppte de sitt självbetitlade debutalbum The White Stripes. Under 1999 och 2000 turnerade de med Pavement och Sleater-Kinney. Deras andra album, De Stijl, släpptes 2000, döpt efter konstnärsgruppen De Stijl. 
Duons tredje fullängdare White Blood Cells gavs ut 2001 och innebar gruppens kommersiella genombrott både i USA och internationellt. Med uppföljaren Elephant  (2003) nådde bandet hitlistorna med singeln "Seven Nation Army". Albumet belönades året därpå med en Grammy för bästa alternativa musikalbum och "Seven Nation Army" för bästa rocksång. 
2004 släpptes två live-DVD:er, och 2005 kom deras album Get Behind Me Satan, vilket även det fick en Grammy för bästa alternativa musikalbum. Samma år gifte sig Jack White med modellen Karen Elson som kan ses i videon till "Blue Orchid", en av singlarna på albumet.
2005 gavs EP:n Walking With a Ghost ut, där titelspåret är en cover på en sång av Tegan and Sara. Jack bildade samma år gruppen The Raconteurs, tillsammans med Brendan Benson, Jack Lawrence och Patrick Keeler. Deras debutalbum släpptes 2006. 
I februari 2007 meddelade White Stripes att de spelade in sitt sjätte album, vilket gavs ut i juni samma år under titeln Icky Thump. Titelspåret blev gruppens dittills största framgång på Billboard Hot 100, där den nådde plats 26. På den brittiska singellistan nådde den andraplatsen. Den belönades även med en Grammy, i kategorin Best Rock Performance By a Duo or Group With Vocals, medan albumet utnämndes till bästa alternativa musikalbum. 
Den 2 februari 2011 meddelade bandet via sin hemsida att de officiellt hade slutat och att de tillsammans inte kommer att spela in eller spela inför publik mer. Som skäl angavs en mängd olika orsaker, men att det inte berodde på avsaknad av lust att spela, meningsskiljaktigheter eller hälsoskäl.
The White Stripes har medverkat i den tecknade TV-serien The Simpsons (avsnittet Jazzy and the Pussycats från säsong 18) där de spelar sin låt "The Hardest Button to Button".

## Medlemmar
- Jack White – sång, gitarr och piano, ibland även marimba
- Meg White – trummor, ibland även sång

## Diskografi

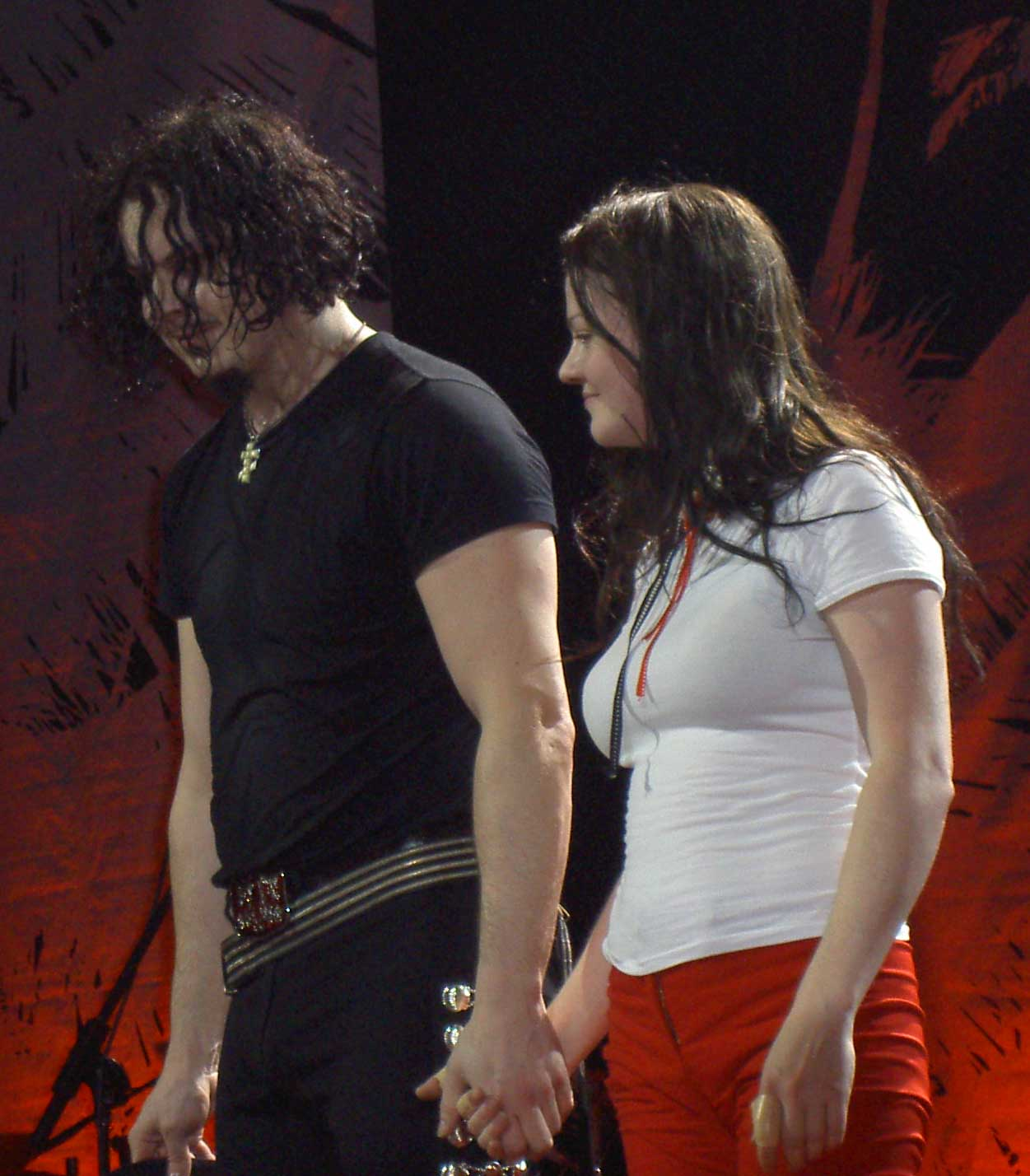
The White Stripes

### Studioalbum
- 1999 – The White Stripes
- 2000 – De Stijl
- 2001 – White Blood Cells
- 2002 – Maximum White Stripes (samlingsalbum)
- 2003 – Elephant
- 2003 – Sessions & Live Tracks (samlingsalbum)
- 2005 – Get Behind Me Satan
- 2005 – Walking with a Ghost (EP)
- 2007 – Icky Thump
- 2010 – Under Great White Northern Lights (live)
- 2011 – Live in Mississippi (live)

### DVD:er
- 2004 – Candy Coloured Blues (inofficiell)
- 2004 – Under Blackpool Lights
- 2006 – Rhinoceros
- 2010 – Under Great White Northern Lights